# Sigga
Sigríður Beinteinsdóttir, beter bekend onder de naam Sigga (Reykjavik, 24 juli 1962), is een IJslandse zangeres. 
Ze werd vooral bekend door haar deelnames aan het Eurovisiesongfestival. Ze vertegenwoordigde IJsland driemaal op het liedjesfestijn.
In 1990 deed ze voor het eerst mee aan het songfestival als deel van de groep Stjórnin. De groep behaalde met het nummer Eitt lag enn (Nog een liedje) een vierde plaats, wat het eerste behoorlijke IJslandse resultaat betekende. Twee jaar later, in 1992, werd ze zevende met de groep Heart 2 Heart en het nummer Nei eða já (Nee of ja).
Nog eens twee jaar later, in 1994, waagde ze solo haar kans en veranderde haar naam in Sigga voor de gelegenheid. Het lied Nætur (Nachten) werd 12de. De Engelse versie luidde Night time.